# Transzcendentális teológia
A transzcendentális teológia modern katolikus filozófiai irányzat, a neotomizmus új alapokra helyezett változata. Így nevezik a Joseph Maréchal által megindított és Karl Rahner által továbbvitt teológiát, amely arra irányult, hogy Aquinói Tamásnak a létről és Istenről való gondolkodását a Kantnál kidolgozott gondolatmenet, valamint Heidegger létfilozófiája bevonásával kibővítse és a modern korban is párbeszédképes gondolkodásként tartsa meg.
Az irányzat magáévá teszi Kant transzcendentális módszerét és a megismerést nem a megismert tárgy, hanem a megismerő alany oldaláról vizsgálja, miközben igyekszik túllépni Kant szubjektivizmusán és agnoszticizmusán azáltal, hogy minden ismeret mélyén rejlő létismeretre irányítja a figyelmet. A transzcendentális teológia azt állítja, hogy ezen az alapon képes hatékony párbeszédre lépni a modern filozófiákkal és korszerűen megalapozni a katolikus világnézetet.